# Odwilż (album)
Odwilż – piąty album studyjny polskiej piosenkarki Pauliny Przybysz. Wydawnictwo ukazało się 20 lutego 2020 nakładem wytwórni muzycznej Kayax w dystrybucji e-Muzyka.
Album jest utrzymany w stylu muzyki pop. Składa się z wersji standardowej (1 CD).
Płyta zadebiutowała na 22. miejscu polskiej listy sprzedaży – OLiS.
Nagrania były promowane singlami: „Senność”, „Zima”, i „Minimalizm”.

## Lista utworów
Opracowano na podstawie materiału źródłowego.
| Odwilż – Wersja standardowa | Odwilż – Wersja standardowa           | Odwilż – Wersja standardowa        | Odwilż – Wersja standardowa                                          | Odwilż – Wersja standardowa |
| Nr                          | Tytuł utworu                          | Słowa                              | Muzyka                                                               | Długość                     |
| --------------------------- | ------------------------------------- | ---------------------------------- | -------------------------------------------------------------------- | --------------------------- |
| 1.                          | „Wszystko”                            | Paulina Przybysz, Jacek Antosik    | Mateusz Dopieralski                                                  | 3:12                        |
| 2.                          | „Sex”                                 | Paulina Przybysz, Jacek Antosik    | Paulina Przybysz, Marek Pędziwiatr, Piotr Skorupski, Adam Kabaciński | 2:50                        |
| 3.                          | „Senność”                             | Paulina Przybysz, Jacek Antosik    | Paulina Przybysz, Max Psuja                                          | 2:20                        |
| 4.                          | „Dobrze” (gościnnie: Dawid Podsiadło) | Paulina Przybysz                   | Paulina Przybysz, Mateusz Dopieralski                                | 2:57                        |
| 5.                          | „Procedury”                           | Paulina Przybysz                   | Paulina Przybysz, Adam Kabaciński, Marek Pędziwiatr                  | 1:44                        |
| 6.                          | „36,6”                                | Paulina Przybysz                   | Paulina Przybysz, Adam Kabaciński, Marek Pędziwiatr, Piotr Skorupski | 3:15                        |
| 7.                          | „Młodość”                             | Paulina Przybysz                   | Paulina Przybysz, Amar Ziembiński                                    | 2:05                        |
| 8.                          | „Zima”                                | Paulina Przybysz                   | Paulina Przybysz, Paweł Stachowiak                                   | 3:32                        |
| 9.                          | „Strach”                              | Paulina Przybysz                   | Paulina Przybysz, Paweł Stachowiak                                   | 3:02                        |
| 10.                         | „Minimalizm” (oraz Vito Bambino)      | Paulina Przybysz                   | Paulina Przybysz, Mateusz Dopieralski                                | 3:26                        |
| 11.                         | „XX” (oraz Ryfa Ri)                   | Paulina Przybysz, Anna Wilczkowska | Paulina Przybysz, Paweł Stachowiak                                   | 3:30                        |
| 12.                         | „Ona i ja”                            | Paulina Przybysz                   | Paulina Przybysz, Piotr Skorupski, Adam Kabaciński, Marek Pędziwiatr | 3:15                        |
|                             |                                       |                                    |                                                                      | 35:08                       |

## Pozycje na listach sprzedaży

### Pozycje na listach tygodniowych
| Kraj   | Lista (2020)  | Najwyższa pozycja |
| ------ | ------------- | ----------------- |
| Polska | OLiS – albumy | 22                |